# 黄丰镇
黄丰镇，是中华人民共和国四川省眉山市彭山区下辖的一个乡镇级行政单位。

## 行政区划
黄丰镇下辖以下地区：
黄丰场社区、中和村、合力村、团结村、共和村、丰华村、双塘村、金鱼村、四塘村和花龙村。